# Franz Gleitze

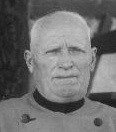
Franz Gleitze (1941)

Franz Gleitze (* 13. November 1869 in Seeburg; † 8. Juni 1958 ebenda) war ein deutscher Heimatdichter.

## Leben
1875 bis 1883 besuchte Franz Gleitze die katholische Volksschule in Seeburg im Eichsfeld und machte von 1883 bis 1886 eine Ausbildung zum Blattbindermeister. Er machte sich nach der Ausbildung als Blattbinder selbstständig. 1888 bis 1890 diente er als Soldat beim 82er Infanterieregiment in Göttingen.
1891 kaufte er sich nach seiner Hochzeit mit der Schneidermeisterin Elisabeth, geb. Goldmann, ein landwirtschaftliches Gehöft mit Groß- und Kleinvieh und einem großen Wohnhaus für 2 Familien. Er bewirtschaftete bis 1958 eigene und gepachtete Ackerflächen und Weiden. Ab 1896 betreute er, nachdem er verschiedene Fortbildungskurse in Forstwirtschaft besucht hatte, als Förster die Waldungen der Realgemeinden Seeburg und Bernshausen, das Pfarrholz Seeburg und die Waldungen des Freiherrn von Uslar-Gleichen. Franz Gleitze war  im Kirchenvorstand der Seeburger St. Martinsgemeinde tätig.
Franz Gleitze gehörte von Jugend an zum Kriegerverein Seeburg (später Kyffhäuser Kameradschaft) und stand diesem jahrelang als Hauptmann vor. Er organisierte das 25-jährige Jubiläum des Kriegervereins im Jahre 1899.
Im Männergesangverein Seeburg war Franz Gleitze aktives Mitglied und stand diesem von 1911 bis 1912 und von 1921 bis 1922 vor. Im Jahre 1921 organisierte er auch hier das 25-jährige Jubiläum. Vom Jahre 1900 an wirkte Franz Gleitze als Mitglied im Gemeindeausschuss der Gemeinde Seeburg mit. 1916 wurde Franz Gleitze im Alter von 46 Jahren als Kriegsfrontsoldat zur Ostfront eingezogen.
Von 1895 bis 1912 war Franz Gleitze Jagdaufseher des Fabrikbesitzers Sartorius aus Göttingen für den Jagdbezirk Seeburg. Von 1912 bis 1924 setzten ihn die Studienräte Ernst und Jünemann als Jagdaufseher in Seeburg ein. Bis 1933 war er Vorsitzender des Ortsvereins der katholischen Zentrumspartei, der er seit 1900 als Mitglied angehörte. Er traf sich  auch während der gesamten Zeit der nationalsozialistischen Diktatur im Untergrund mit Parteimitgliedern des Zentrums zu politischen Versammlungen.
Ab 1932 bis 1953 pachtete er zusammen mit seinen Söhnen  Wilhelm Gleitze,  Matthias Gleitze und seinem Schwiegersohn Johannes Rust den Jagdbezirk Seeburg. Im Jahre 1933 baute Franz Gleitze im Seeburger Wald in einem ehemaligen Steinbruch eine Blockhaus-Jagdhütte und hob eigenhändig einen 7 Meter tiefen Brunnen aus.
Franz Gleitze wurde nach dem Zweiten Weltkrieg die Aufgabe des Vorsitzenden des Flüchtlingsausschusses für die Gemeinde Seeburg übertragen. Im November 1945 gründete er als 76-Jähriger zusammen mit seinem Sohn  Matthias Gleitze den Seeburger Ortsverein der Christlich Demokratischen Union, deren Vorsitzender er wurde. 1945 bis 1948 war er für die CDU Mitglied des Seeburger Gemeinderates und wirkte entscheidend am Aufbau der demokratischen Seeburger Gemeindeselbstverwaltung mit. Von 1950 bis 1957 versah er in der Gemeinde Seeburg das Amt des Schiedsmannes.
Gleitze hatte sechs Söhne und drei Töchter.

### Werk
Gleitze eignete sich astronomische, pflanzen-, tier- und heimatkundliche Kenntnisse an. Er sammelte die historischen Flurnamen der Gemarkung Seeburg, die in dem Buch Geschichte der Gemeinde Seeburg des Autors  Günter Meinhardt im Jahre 1980 vollständig abgedruckt wurden.
Er schrieb heimatliche, religiöse und jagdliche Gedichte. Das bekannteste Gedicht „Der Rhumesprung“ wurde auf einer Ansichtskarte in Rhumspringe veröffentlicht und durch Touristen in alle Welt verschickt.
- Der Rhumesprung
- Der Seeburger See
- Blick vom Hünstollen
- Der Stern von Bethlehem
- Ostermorgen
- Ostern
- Mariä Himmelfahrt
- Weihnachten
- Der Wonnemonat Mai
- Frühlingszeit
- Der Herbst
- Der Winter
- Die vier Jahreszeiten
- Die Seeburger Jagdhütte
- Die Hühnerjagd
- Wildschweinjagd im Seeburger Wald
- Die Waldjagd von Seeburg
- Die Wildschweinjagd am Seeburger See